# Вати (бряг)
Вати (на немски: Watten; на нидерландски: wadden; на датски: vade – крайбрежна плитчина) е ивица от плоско и равно морско крайбрежие, заливано по време на прилив и осушаващо се по време на отлив. За сметка на наносите, придвижвани по време на приливите и задържани от водораслите, ватите увеличават своята площ, постепенно се повишават нивото си и се превръщат в марши. Повърхността на ватите е силно разчленена от мрежа от плитки морски канали с дълбочина до 0,5 m и ширина до няколко m, които постоянно променят своето местоположение при прилив и отлив. Ватите са най-разпространени по южното крайбрежие на Северно море, а също и по бреговете на Бяло, Баренцево, Охотско, Берингово морета и Мексиканския залив.